# Сулейманлы
Сулейманлы (азерб. Süleymanlı) — село в Сулейманлинской административно-территориальной единице Джебраильском районе Азербайджана,  расположенное на южных склонах Карабахского хребта в 14 км к северу от города Джебраил.

## Топонимика
Согласно «Энциклопедическому словарю топонимов Азербайджана», название села состоит из антропонима Сулейман и притяжательного суффикса -ли. Происходит от имени человека по имени Сулейман, который и основал село.

## История
В советские годы село являлось центром Сулейманлинского сельсовета Джебраильского района Азербайджанской ССР. В результате Первой карабахской войны в августе 1993 года перешло под контроль непризнанной Нагорно-Карабахской Республики.
9 октября Президент Азербайджана Ильхам Алиев заявил об «освобождении от оккупации» войсками Азербайджана ряда населённых пунктов: сёл Чайлы Тертерского района, Кышлак, Караджалы, Эфендиляр, Сулейманлы Джебраильского района, села Цур (Сор), посёлка Гадрут Ходжавендского района, сёл Юхары Гюзляк и Гёразыллы Физулинского района. Алиев назвал это исторической победой.
12 октября 2020 года Министерство обороны Азербайджана опубликовало кадры, на которых, как утверждает, запечатлено село Сулейманлы под контролем Азербайджана.

## Население
В годы Российской империи село Сулейманлу входило в состав Джебраильского уезда Елизаветпольской губернии. По данным «Свода статистических данных о населении Закавказского края, извлеченных из посемейных списков 1886 года» в селе Сулейманлу Сулейманлинского сельского общества  было 47 дымов и проживало 212 азербайджанцев (указаны как «татары»), которые были шиитами по вероисповеданию, из них 10 человека были представителями духовенства, остальные — крестьянами.
В 1985 году в селе проживало 566 человек.

## Экономика
Население села занималось животноводством и виноградарством.

## Культура
В селе были расположены средняя школа, клуб, библиотека и медицинский пункт.